# Pitohui rouilleux
Pseudorectes ferrugineus
Espèce
Statut de conservation UICN

 LC  : Préoccupation mineure
Le Pitohui rouilleux (Pseudorectes ferrugineus, anciennement Pitohui ferrugineus) est une espèce de passereaux de la famille des Pachycephalidae.

## Description
Il est de taille moyenne, mesurant environ 28 cm de long, avec un bec noir puissant, un iris jaune et un ventre chamois. C'est le plus grand membre de sa famille. Les deux sexes sont semblables.

## Répartition
Il est endémique des plaines et des collines boisées de Nouvelle-Guinée, des îles Aru et des îles de Nouvelle-Guinée occidentale.

### Sous-espèces
D'après le Congrès ornithologique international il se répartit en cinq sous-espèces (ordre phylogénique) :
- P. f. leucorhynchus (Gray, GR, 1862) — Waigeo et Batanta bec blanchâtre ;
- P. f. brevipennis (Hartert, 1896) — îles Aru ;
- P. f. ferrugineus (Bonaparte, 1850) — Misool, Salawati et ouest de la Nouvelle-Guinée ;
- P. f. holerythrus (Salvadori, 1878) — Yapen et nord de la Nouvelle-Guinée ;
- P. f. clarus (Meyer, AB, 1894) — est de Ła Nouvelle-Guinée.

## Comportement
Le Pitohui rouilleux vit habituellement en petites bandes, mêlé avec d'autres espèces grégaires. Il construit un nid profond en forme de coupe fait de bâtonnets, de feuilles et de tiges dans la fourche d'un arbre.

## Habitat
Son habitat naturel est les forêts humides subtropicales ou tropicales.

## Taxinomie
Les travaux phylogéniques de Jønsson et al. (2008, 2010), Dumbacher et al. (2008) et Norman et al. (2009) montrent que le Pitohui rouilleux et le Pitohui à ventre clair sont apparentés, mais ne sont par contre pas apparentés aux autres espèces du genre Pitohui. Suivant leurs préconisations, le Congrès ornithologique international, dans sa classification de référence (version 3.4, 2013), les déplace dans un genre à part, Pseudorectes Sharpe, 1877.